# Mirosław Stanisław Wachowski
Mirosław Stanisław Wachowski (* 8. Mai 1970 in Pisz, Polen) ist ein polnischer Geistlicher und Diplomat des Heiligen Stuhls.

## Leben
Mirosław Stanisław Wachowski empfing am 15. Juni 1996 das Sakrament der Priesterweihe. Er wurde im Fach Kanonisches Recht promoviert. Anschließend besuchte Wachowski die Päpstliche Diplomatenakademie. Am 1. Juli 2004 trat er dem diplomatischen Dienst des Heiligen Stuhls bei und wurde an die Apostolische Nuntiatur im Senegal entsandt.
Am 24. Oktober 2019 ernannte ihn Papst Franziskus zum Untersekretär der Sektion für die Beziehungen mit den Staaten des Staatssekretariats.